# Troy Lee Designs
 (octobre 2017).
Troy Lee Designs (TLD) est une société américaine de vêtements de sport et de customisation fondée en 1981. C'est une société privée dirigée par le fondateur Troy Lee et co-détenue par des investisseurs privés. Son siège social est situé à Corona, en Californie et leurs vêtements sont distribués dans le monde entier.

## Histoire

### Les débuts
Troy Lee était le fils d'un artiste et motocycliste nommé Larry Lee, et le petit-fils de Marvin Lee, cofondateur de Bonneville Speed Trials. C'est Larry qui a transmis son amour de l'art et de la course à Troy alors qu'il était enfant. Troy était un coureur de Moto-cross professionnel en Californie du Sud au début des années 80 qui avait commencé à peindre les casques de plusieurs de partenaires de course, abandonnant par la suite la renommée des courses pour se consacrer entièrement à la peinture. En plus de la peinture personnalisée, ses premières offres de produits se limitaient à des visières fabriquées sur mesure pour les casques de Moto-cross, dont les fumées issues étaient aspirées par la hotte de la maison de sa mère à Corona, en Californie. En raison de l'odeur constante de plastique brûlé qui imprègne la maison, la mère de Troy, Linda, l'a forcé à quitter son domicile ; il a finalement déménagé dans un hangar de l'aéroport municipal de Corona.
Les termes du bail de l'aéroport étaient tels que Troy devait consacrer 40 % de son entreprise à des services liés à l'aviation ; alors il commença à peindre des numéros d'identification sur des avions privés. L'entreprise est restée à cet endroit et Troy a commencé à développer une ligne de casques de VTT en collaboration avec Shoei jusqu'en 1991, lui permettant ainsi de migrer son entreprise dans un nouveau bâtiment dans un complexe de parcs d'affaires à moins d'un mile.

### Le succès
Troy Lee Designs a travaillé avec la plupart des meilleurs athlètes américains de motocross et de supercross, comme Rick Johnson, Jeff Ward, Johnny O'Mara, Danny «Magoo» Chandler, Doug Henry, Jeremy McGrath, Ricky Carmichael et bien d'autres. La ligne de produits avait évolué vers des vêtements et des casques de VTT, des visières de casque, des autocollants ainsi que des vêtements de sport. En 1998, TLD a commencé à développer une ligne de vêtements de motocross, qui en 2004 était devenue une ligne complète de vêtements de motocross et de VTT, de casques et d'équipements de protection.
En plus des athlètes de motocross, TLD a peint des casques pour les légendes du VTT comme Julie Furtado, Dave Cullinan, Brian Lopes, John Tomac et des superstars actuelles telles que Steve Peat, Cam Zink et Brandon Semenuk ; et d'autres stars des sports mécaniques comme Scott Russell, Kenny Roberts, Eddy Lawson, Jean Alessi, Michael Andretti, Paul Tracy, Robby Gordon, Ken Block, Danica Patrick, Kasey Kahne et Loris Capirossi ; mais également des vainqueurs de l'Indy 500 : Scott Dixon, Will Power, Dario Franchiti, Helio Castroneves et Juan Pablo Montoya.

## Vente et distribution
Les produits Troy Lee Designs sont vendus dans le monde entier par un réseau de distributeurs répartis dans 15 pays: Royaume-Uni, France, Espagne, Italie, Allemagne, Benelux, Suisse, Australie, Nouvelle-Zélande, Japon, Philippines, Argentine, Pérou et Canada. REI, BTO Sports et Backcountry Sports comptent parmi les détaillants les plus réputés aux États-Unis.

## Collaborations
En plus de concevoir les lignes de produits Troy Lee Designs, TLD a collaboré avec des marques et des équipes de course sur plusieurs marchés dont Oakley, Adidas, Red Bull, Monster Energy, Mattel / Hot Wheels, KTM, American Honda Motor Corp., Rizla / Suzuki MotoGP, Polaris ATV Division, Nissan, Hyundai, Mazda, KMC Roues, Lucas Oil Products, Shoei, Bell...